# The Calling (film, 2000)
Pour les articles homonymes, voir The Calling.
Pour plus de détails, voir Fiche technique et Distribution.
The Calling est un film américain réalisé par Richard Caesar, sorti en 2000.

## Synopsis
Le soir de son mariage avec Marc St Clair, journaliste et présentateur de télévision, Kristie est entraînée par son époux au plus profond des bois. Le couple fait l'amour dans un étrange monument de pierre. Aussitôt enceinte, Kristie donne le jour, neuf mois plus tard, à un petit garçon, Dylan. Les années passent et Kristie constate des changements inquiétants dans le caractère de son fils. Il prend plaisir à torturer les animaux, semble posséder des pouvoirs surnaturels et s'éloigne de plus en plus de sa mère. De plus, des événements incompréhensibles touchent ses proches. Un jour, un chauffeur de taxi fait une révélation à Kristie : Dylan serait l'incarnation de l'Antéchrist...

## Fiche technique
- Titre : The Calling
- Réalisation : Richard Caesar
- Scénario : John Rice et Rudy Gaines
- Production : Bernd Eichinger, Martin Moszkowicz, Norbert Preuss, Matthias Deyle et Yvo Junkers
- Sociétés de production : Constantin Film Produktion GmbH et IMF Internationale Medien und Film GmbH & Co. Produktions KG
- Musique : Christopher Franke
- Photographie : Joachim Berc
- Montage : Alexander Berner
- Décors : Bernd Lepel
- Direction artistique : Simon Bowles
- Pays d'origine :  États-Unis,  Allemagne
- Langue : Anglais
- Format : Couleurs - 1,77:1 - Stéréo - 35 mm
- Genre : Horreur, thriller
- Durée : 89 minutes
- Dates de sortie :
  - Allemagne : 21 décembre 2000
  - États-Unis : 15 janvier 2002

## Distribution
- Laura Harris : Kristie St. Clair
- Richard Lintern : Marc St. Clair
- Francis Magee : Carmac
- Alex Roe : Dylan St. Clair
- Alice Krige : Elizabeth Plummer
- John Standing : Jack Plummer
- Peter Waddington : Père Mullin
- Nick Brimble : l'inspecteur Oliver Morton
- Rachel Shelley : Shelly Woodcock
- Camilla Power : Lynette Peterson
- Deborah Baxter : le réceptionniste
- Jack MacKenzie : Norman
- Christine Moore : la mère de la petite fille
- Danielle Green : la petite fille
- Roger Brierley : le révérend

## Autour du film
- Le tournage s'est déroulé à Londres et dans le conté de Cornouailles.